# José Manuel Pesudo
José Manuel Pesudo Soler (Almazora, 1 juni 1936) is een voormalig Spaans voetballer. Hij speelde als doelman.
Pesudo begon als profvoetballer bij Valencia CF in 1958. In 1961 volgde een transfer naar FC Barcelona, waar hij de opvolger moest worden van Antoni Ramallets. Als speler van Barça won de doelman de Copa de España (1963) en de Europa Cup III (1966). Bovendien ontving Pesudo in het seizoen 1965/1966 de Trofeo Zamora voor minst gepasseerde doelman in de Primera División. In 1966 keerde hij terug naar Valencia CF, waar Pesudo de Copa de España (1967) en de landstitel (1971) won. Hij sloot zijn profloopbaan af bij Real Betis (1971-1973). 